# 雄维莱尔
雄维莱尔（法語：Sionviller，法語發音：[sjɔ̃vilɛʁ]）是法国默尔特-摩泽尔省的一个市镇，位于该省东南部，属于吕内维尔区。该市镇总面积6.74平方公里，2009年时的人口为110人。

## 人口
雄维莱尔人口变化图示